# Florsidenbi
Florsidenbi, Colletes floralis, är ett bi som är medlem av familjen korttungebin och släktet sidenbin.

## Beskrivning
Som alla sidenbin är florsidenbiet ett slankt bi med en huvudsakligen svart bakkropp som har smala, flata, blekgrå hårband på tergiternas bakkanter. Bandet på tergit 1 har ett kraftigt avbrott i mitten. Hanen har dessutom gles, vit behåring på denna tergit. Hjässan och mellankroppens översida har gråbrun till rödbrun päls, hos honan med svarta hår mitt på mellankroppens rygg. Mellankroppens undersida, inklusive benen, har blekgrå behåring. Kroppslängden hos honan är 10 till 12 mm, hos hanen 9 till 10 mm.

## Ekologi
Arten är värmeälskande och föredrar flacka södersluttningar med gles växtlighet. I norra delen av sitt utbredningsområde, som norra Brittiska öarna och Fennoskandien, lever den i låglänta områden som dyner vid kusten och sandmarker längre in i landet, men längre söderut är den främst en bergsart. Flygperioden varar från mitten av juni till tidigt i augusti. Även om den föredrar flockblommiga växter, besöker den ett stort antal andra blommande växter från familjer som korgblommiga växter, korsblommiga växter, klockväxter, nejlikväxter, mållväxter, ärtväxter, gentianaväxter, rosväxter och kransblommiga växter.
Larvbona förläggs i fast, kal eller mycket glebevuxen sand, där de grävs 20 till 26 cm ner i marken. Som alla sidenbin är florsidenbiet en solitär art, men bona anläggs ofta i kolonier. Det förekommer att bona parasiteras av sandfiltbi, vars hona lägger ägg i larvcellerna, ett i varje. Den resulterande filtbilarven har kraftiga käkar i den första larvfasen, så att den kan döda värdlarven och ostört leva av den insamlade födan.

## Utbredning
Florsidenbiet finns glest men utspritt i Europa från västra Irland över norra Storbritannien till Norge, Sverige och Finland, samt i bergstrakter i Central- och Sydeuropa som Alperna, Pyreneerna och Balkan. Österut når den via Turkiet och Iran till Indien, Kina och Japan.
I Sverige finns arten i de södra delarna av landet upp till östra Svealand och Gotland, med en isolerad lokal i Hälsingland. Den är dock mycket sällsynt i Skåne och Blekinge.
I Finland finns arten från Åland och sydkusten norrut till Österbotten och Norra Karelen.

## Status
Florsidenbiet är globalt rödlistat som sårbart ("VU") av IUCN. Som troliga orsaker anges habitatförlust till följd av bland annat turistpåverkan samt klimatförändringar. Vare sig i Sverige eller Finland är emellertid arten hotad, utan klassificerad som livskraftig ("LC") i båda länderna.